# Obleganje
Obleganje je vojaška ali policijska operacija, v kateri se nasprotnik v utrjenem objektu (mestu, trdnjavi, zgradbi, otoku...) zadržuje v popolnem ali delnem obroču. Obleganje se lahko izvaja z blokado, se pravi s prekinitvijo zvez z zunanjim svetom, da bi se nasprotnik izčrpal, ali z napadom, da bi se na silo vdrlo v oblegani objekt. 
Obleganje se praviloma enači sistematičnim napadom. V novejšem času so obleganja zelo redka in kratkotrajna, če se že pojavijo, pa raje govorimo o blokadi.

## Znana obleganja
- obleganje Nikeje (prva križarska vojna)
- obleganje Antiohije (1097/1098, prva križarska vojna)
- obleganje Jeruzalema (1099) (prva križarska vojna)
- Obleganje Edese leta 1144, ki je sprožilo drugo križarsko vojno
- obleganje Jeruzalema (1187), ki je sprožilo tretjo križarsko vojno
- prvo in drugo obleganje Dunaja (turški vpadi)
- Obleganje Kazana (Rusko-Kazanske vojne)
- obleganje Przemyśla (prva svetovna vojna)
- obleganje Leningrada (druga svetovna vojna)
- obleganje Sarajeva (bošnjaška vojna)